# Curimatopsis crypticus
Curimatopsis crypticus är en fiskart som beskrevs av Richard P. Vari 1982. Curimatopsis crypticus ingår i släktet Curimatopsis och familjen Curimatidae. Inga underarter finns listade i Catalogue of Life.